# Federació d'Associacions de Famílies d'Alumnes d'estudis sufragats amb fons públics no universitaris de Catalunya
La Federació d'Associacions de Famílies d'Alumnes de Centres d'Educació Pública de Catalunya (abreviat com FAPAES), denominat fins al 2008 com Federació d'Associacions de Famílies d'Alumnes d'Ensenyament Secundari, és una federació d'associacions de famílies d'alumnes que federa principalment associacions de l'àmbit de centres d'ensenyament secundari. Segons un estudi de l'any 2014 representa el 5% d'AFA de Catalunya, que apleguen el 7,6% de famílies d'alumnes de secundària i el 26,1% dels instituts públics de Catalunya.

## Història
La FAPAES té el seu precedent en els grups de pares que des de l'any 1967 van començar a constituir-se als instituts de batxillerat en el marc de la Llei d'Associacions de 1964. Fins a l'any 1987 es coneixia com a «Federació d'Associacions de Pares d'Alumnes d'Instituts de Batxillerat de Catalunya»(FAPA-IBC).
El primer congrès de FAPAES va ser l'any 1969 a Manresa.
El primer projecte d'Estatuts va ser presentat el 13 de novembre de 1973 al “Registro General del Gobierno Civil”, i la federació es va denominar “Federación de Asociaciones de Padres de Alumnos de Institutos Nacionales de Bachillerato del Distrito Universitario de Cataluña y Balerares”.
A l'assemblea de l'any 1981, es va acordar redactar els estatuts en català i adaptar-los a la legislació del moment, i d'acord amb els representants de les APA’s de Balears, s'acorda la separació en els diferents àmbits autonòmics corresponents; la Federació va passar a denominar-se: “FAPA-IBC” (Federació d'Associacions de Pares d'Alumnes d'Instituts de Batxillerat de Catalunya).
A l'assemblea de l'any 1987, s'aprovà l'adaptació dels estatuts a l'immediat canvi que es va produït amb la reforma de l'Ensenyament Secundari, i acordà la denominació de FAPAES (Federació d'Associacions de Pares d'Alumnes d'Ensenyament Secundari de Catalunya).
a l'assemblea de l'any 2015 hi ha una nova modificació d'estatuts en que la federació conserva les seves sigles FAPAES però, amb la finalitat d'englobar les noves realitats educatives de Catalunya, passa a anomenar-se Federació d'Associacions de Mares i Pares d'Alumnes d'estudis sufragats amb fons públics no universitaris de Catalunya.
A l'assemblea del març de l'any 2024 es fa proposta d'una nova modificació dels estatuts de la federació, que segueix conservant les sigles FAPAES, on es presenta un canvi de nom i s'aprova anomenar-se: FAPAES - Federació d'Associacions de Famílies d'Alumnes de Centres d'Educació Pública de Catalunya.